# Angela Christine Smith

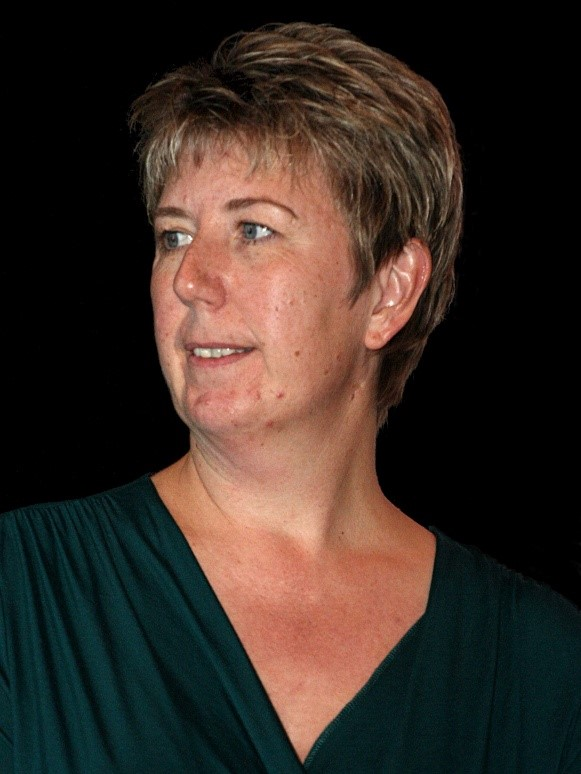
Angela Christine Smith (2009)

Angela Christine Smith (geboren am 16. August 1961) ist eine britische Politikerin. Sie war von 2005 bis 2019 Abgeordnete des Unterhauses und vertrat dort bis Juni 2019 die Labour Party. Dann wechselte sie zunächst zu Change UK und schließlich zu den Liberal Democrats, wurde aber nicht mehr wiedergewählt.

## Werdegang
Angela Christine Smith wurde am 16. August 1961 als Tochter von Thomas Edward Smith und Patricia Ann Smith geboren. Sie ist das älteste von vier Kindern eines Fischers und späteren Druckers und wuchs in Grimsby auf, wo ihr Großvater Bürgermeister gewesen war. Nach dem Schulabschluss studierte sie Anglistik an der Universität Nottingham. Zur Erlangung einer Promotion zog Smith nach Cambridge, Mitte der 1990er Jahre dann nach Sheffield. Dort gab sie bis 2003 Englischunterricht an einer Schule. Seit 2005 ist Smith verheiratet, das Paar lebt im Norden der Stadt. In ihrer Freizeit wandert sie gerne im Peak District, außerdem ist sie Fan des Fußballvereins Sheffield Wednesday.

## Politik
Smith war seit dem 16. Lebensjahr Mitglied der Labour Party. Erste Bemühungen um ein Stadtratsmandat in Cambridge waren nicht erfolgreich, erst in Sheffield wurde sie in das dortige Kommunalparlament gewählt. Bei der Unterhauswahl 2005 gelang ihr über den Wahlkreis Sheffield Hillsborough und, nach dessen Auflösung, im neugeschaffenen Wahlkreis Penistone and Stocksbridge bei den Wahlen 2010, 2015 und 2017 der Einzug ins britische Parlament. Dort war sie von 2005 bis 2008 parlamentarische Privatsekretärin von Yvette Cooper und von Oktober 2011 bis September 2015 Mitglied des Schattenkabinetts. Zu ihren Tätigkeitsschwerpunkten zählen Aus- und Weiterbildung, Umwelt und Verkehr.
Smith ist vehemente Gegnerin eines Austritts des Vereinigten Königreiches aus der Europäischen Union. Sie ist Co-Vorsitzende der All Party Parliamentary Water Group, einer überparteilichen Gruppe von Abgeordneten, die sich mit Fragen der Wasserversorgung im Lande beschäftigt. und die von Privatunternehmen der Wasserwirtschaft mitfinanziert wird. In dieser Funktion sprach sie sich öffentlich vehement gegen die vom Schatten-Schatzkanzler John McDonnell geforderte Verstaatlichung der Wasserversorgung aus und bezeichnete diese als „Politik der Vergangenheit“. Nachdem ihr außerdem vorgeworfen worden war, dass sie sich gegen den Parteivorsitzenden Jeremy Corbyn stellen und sich entgegen der Parteilinie für Fracking einsetzen würde, entzog ihr der Labourverband ihres Wahlkreises im November 2018 das Vertrauen. Smith vermutete hinter diesem Vorgehen eine Intrige von Mitgliedern vom linken Rand ihrer Partei. In der Konsequenz trat Smith, gemeinsam mit sechs weiteren Labour-Abgeordneten, im Februar 2019 aus Fraktion und Partei aus.  Die seinerzeit gegründete The Independent Group, später in die Partei Change UK umgewandelt, verließ Smith im Juni des Jahres, Anfang September 2019 trat sie den Liberal Democrats bei. Sie begründete den Schritt damit, dass sich diese Partei am vehementesten gegen einen EU-Austritt einsetzen würde. Bei der Britischen Unterhauswahl am 12. Dezember 2019 wurde sie in ihrem Wahlkreis nur mehr Dritte und schied daher aus dem Parlament aus.